# Tetrijärvi (Nurmes, Norra Karelen, Finland)
Tetrijärvi eller Teerijärvi är en sjö i Finland. Den ligger i kommunen Nurmes i landskapet Norra Karelen, i den centrala delen av landet, 500 km nordost om huvudstaden Helsingfors. Tetrijärvi ligger 201,5 meter över havet. Den är 12,3 meter djup. Arean är 1,06 kvadratkilometer och strandlinjen är 11,23 kilometer lång. Sjön  ingår i Vuoksens huvudavrinningsområde.   Den sträcker sig 1,0 kilometer i nord-sydlig riktning, och 1,9 kilometer i öst-västlig riktning.